# Beilschmiedia preussii
Beilschmiedia preussii är en lagerväxtart som beskrevs av Adolf Engler. Beilschmiedia preussii ingår i släktet Beilschmiedia och familjen lagerväxter. Inga underarter finns listade i Catalogue of Life.